# Gwynedd Knights
I Gwynedd Knights sono stati una squadra di football americano di Caernarfon, in Gran Bretagna. Fondati nel 1987 come Caernarvon Centurions, nel 1988 hanno assunto il nome definitivo, per chiudere a fine stagione.

## Dettaglio stagioni

### Tornei nazionali

#### BGFL Premiership
| Stagione | regular season | regular season | regular season | regular season | regular season | regular season | playoff | playoff | playoff | playoff | playoff | playoff   | playoff    |
|          | Vin            | Par            | Per            | Tot            | PF             | PS             | Vin     | Per     | Tot     | PF      | PS      | risultato | avversaria |
| -------- | -------------- | -------------- | -------------- | -------------- | -------------- | -------------- | ------- | ------- | ------- | ------- | ------- | --------- | ---------- |
| 1988     | 0              | 0              | 10             | 10             | 15             | 195            | -       | -       | -       | -       | -       | -         | -          |
| Totale   | 0              | 0              | 10             | 10             | 15             | 195            | -       | -       | -       | -       | -       |           |            |

Fonti: Enciclopedia del Football - A cura di Roberto Mezzetti

### Tornei locali

#### NWWCAFL
| Stagione | regular season | regular season | regular season | regular season | regular season | regular season | playoff | playoff | playoff | playoff | playoff | playoff    | playoff            |
|          | Vin            | Par            | Per            | Tot            | PF             | PS             | Vin     | Per     | Tot     | PF      | PS      | risultato  | avversaria         |
| -------- | -------------- | -------------- | -------------- | -------------- | -------------- | -------------- | ------- | ------- | ------- | ------- | ------- | ---------- | ------------------ |
| 1987     | 3              | 0              | 3              | 6              | 120            | 115            | 0       | 1       | 1       | 0       | 6       | Semifinale | Prestatyn Panthers |
| Totale   | 3              | 0              | 3              | 6              | 120            | 115            | 0       | 1       | 1       | 0       | 6       |            |                    |

Fonti: Enciclopedia del Football - A cura di Roberto Mezzetti

### Riepilogo fasi finali disputate
| Anno           | Luogo | Evento  | Fase del torneo | Incontro                                   | Risultato |
| 23 agosto 1987 |       | NWWCAFL | Semifinale      | Caernarvon Centurions - Prestatyn Panthers | 0 - 6     |